# 신호장
신호장(Signal Station, 信號場)은 운전취급 가운데 열차의 교행과 대피만을 위해 설치되는 철도역의 한 종류이다. 보통 여객이나 화물 취급을 하지 않지만 가끔 여객 취급을 병행하는 경우도 있다.

## 신호소와의 관계
신호소와 혼용되기도 하지만, 신호소는 철도의 분기점 등에 신호기가 설치된 것을 의미하는 것으로, 역으로서의 기능은 하지 않는다. 반면 신호장은 분기를 위해서가 아니라 교행이나 열차 운전상의 필요에 의해서 설치한 것이다.

## 나라별 신호장 목록

### 대한민국
- 경강선: 대관령역[주 1], 남강릉역[주 1]
- 경부선: 전동역, 서창역, 내판역
- 경원선: 마전역[주 1]
- 경전선: 동송정역, 평화역
- 광양제철선: 초남역, 황길역
- 동해선: 부조역, 모량역
- 영동선: 문단역, 솔안역, 상정역, 도경리역, 녹동역
- 장항선: 주포역
- 전라선: 성산역
- 중앙선: 운학역, 옹천역, 업동역, 비봉역, 갑현역
- 태백선: 청령포역, 탄부역, 연하역, 조동역
- 호남선: 채운역
- 평택선: 창내역
- 옥구선, 군산항선: 군산옥산신호장

### 일본 (JR)
일본은 홋카이도, 서일본, 동일본, 시코쿠, 규슈, JR 화물 등 각 분화된 회사마다 신호장을 따로 설치한다. 일부 역사에 한하여 설치된 것으로 확인되었다.

## 같이 보기
- 간이역